# Gmina Lajkovac
Gmina Lajkovac (serb. Opština Lajkovac / Општина Лајковац) – gmina w Serbii, w okręgu kolubarskim. W 2018 roku liczyła 14 721 mieszkańca.